# سیارک ۳۰۸۴۷
سیارک ۳۰۸۴۷ (به انگلیسی: 30847 Lampert، نامگذاری:1991RC5) سی هزار و هشتصد و چهل و هفتمین سیارک کشف شده‌است که در ۱۳ سپتامبر ۱۹۹۱ کشف شد.